# Мальсагов, Туган Хаджимохович
Туга́н Хаджимо́хович Мальса́гов (1912 — 23 ноября 1983) — ингушский хозяйственный, государственный, партийный и общественный деятель, политрук Великой Отечественной войны, правозащитник.

## Биография
После окончания школы заведовал избой-читальней в Альтиево. Чтобы продолжить обучение поступил в Ингушский педагогический техникум во Владикавказе. Затем начал делать карьеру комсомольского работника: работал секретарём Назрановского райкома комсомола, а впоследствии — заведующим отделом Чечено-Ингушского областного комитета ВЛКСМ. Перед началом Великой Отечественной войны был инструктором промышленного отдела областного комитета ВКП(б) республики.
После начала войны ушёл на фронт добровольцем, хотя, как комсомольский активист, имел бронь. С фронта был направлен в военно-политическое училище в Ростове-на-Дону, после окончания которого в звании старшего лейтенанта вернулся на Южный фронт. Во время боёв в Ростовской области был тяжело ранен. Через семь месяцев Мальсагова выписали из госпиталя и, как инвалида второй группы, демобилизовали. После возвращения домой был избран секретарём Пригородного райкома ВКП(б). В 1943 году Мальсагов был назначен наркомом лёгкой промышленности Чечено-Ингушетии.
В годы депортации Мальсагов работал начальником облместснабсбыта Кустанайской области (Казахская ССР). В меру своих сил он помогал свои соотечественникам пережить трудные времена. В 1955 году, ещё до реабилитации чеченцев и ингушей, в числе первых вайнахов получил право вернуться на родину, что для остававшихся в депортации стало предвестником больших грядущих изменений. Стал директором Назрановского зооветеринарного техникума. После восстановления Чечено-Ингушской АССР Мальсагов был назначен заместителем председателя Назрановского райисполкома и избран депутатом Назрановского районного совета.
Когда вайнахи начали возвращаться на родину, и особенно в Пригородный район, они столкнулись с сопротивлением чиновников на местах, которые всячески препятствовали их репатриации. В частности, комиссия по восстановлению Чечено-Ингушской АССР установила порядок выдачи разрешений на проживание в Пригородном районе, фактически не позволявший ингушам вернуться домой. Мальсагов, как заместитель председателя Назрановского райисполкома, самовольно выдал 19 таких разрешений. За это ему был объявлен строгий выговор с формулировкой «за нарушение установленного порядка возвращения… чеченского и ингушского народов».
В 1957—1960 годах был главным государственным инспектором по заготовкам сельхозпродуктов Назрановского и Первомайского районов, в 1962—1973 годах — директором Назрановской нефтебазы.
В январе 1973 года в Грозном прошёл митинг ингушей, требовавших своей полной территориальной реабилитации. Учитывая авторитет Мальсагова и его позицию по этой проблеме, в течение трёх дней, которые шёл митинг, его продержали под домашним арестом в его кабинете, не допуская к нему никого, так как опасались, что он поддержит митингующих.
После окончания митинга его вынудили оставить свою должность. Тогда он создал и возглавил Назрановский музей боевой и трудовой славы. Музей посещали высокие гости из разных стран. Сергей Михалков написал в книге отзывов музея: «Как прекрасно, что есть люди, помнящие о тех, кто сделал всё, что мог, для своей родины». В марте 1993 года Назрановский музей был преобразован в Ингушский государственный музей краеведения.

## Память
В августе 1990 года имя Мальсагова было присвоено созданному им Ингушскому государственному музею краеведения.